# 토양 침식

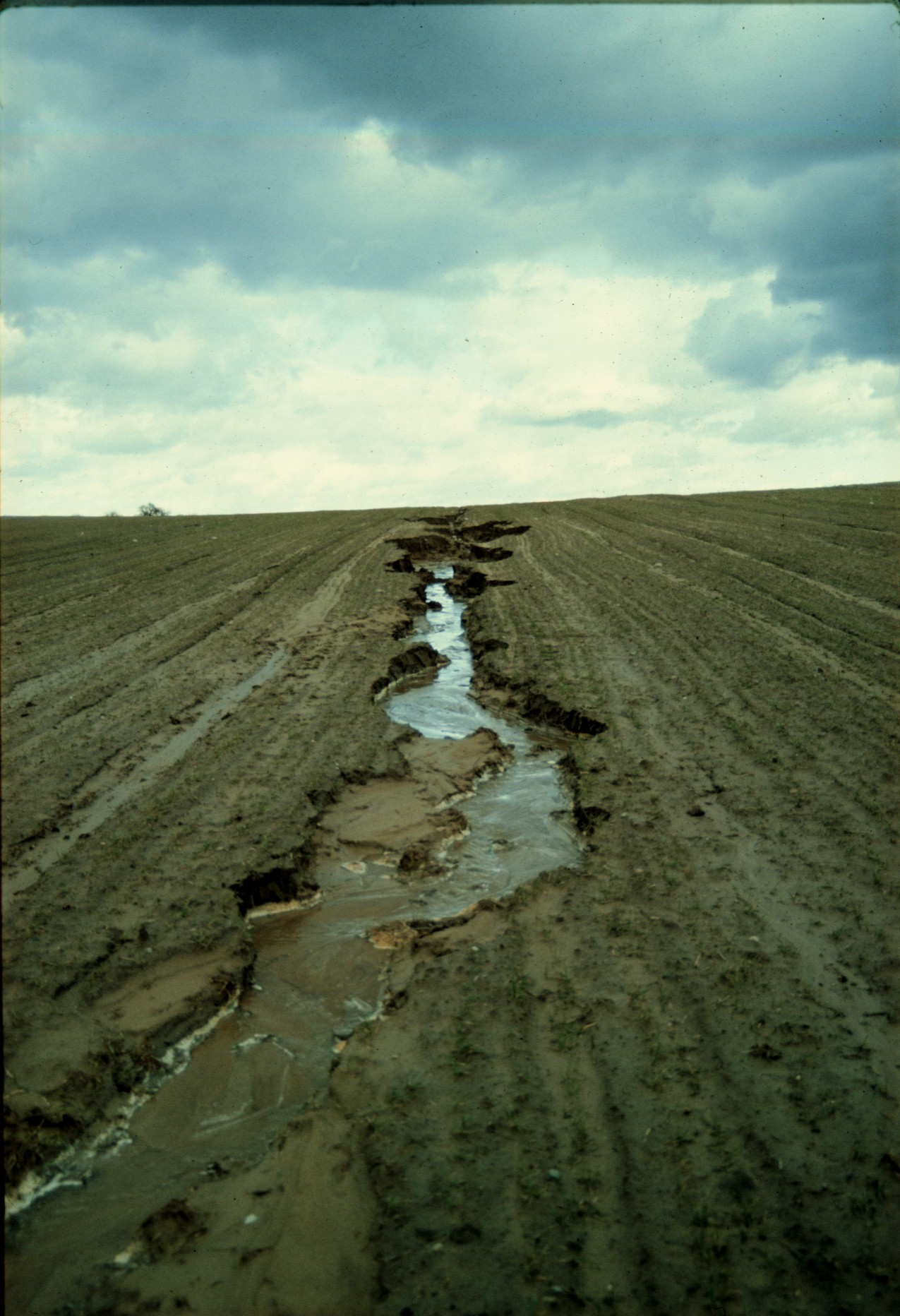
독일 신연방주의 집중적으로 경작되는 들판에서 활발하게 침식되고 있는 도랑의 모습

토양 침식(soil erosion), 토양 유출, 토양 손실, 토양 유실은 토양의 상층부가 벗겨지거나 마모되는 것이다. 이는 토양 악화의 한 형태이다. 이러한 자연적 과정은 침식 물질, 즉 물, 얼음(빙하), 눈, 공기(바람), 식물 및 동물(인간 포함)의 역동적인 활동으로 인해 발생한다. 이들 작용제에 따라 침식은 때때로 물 침식, 빙하 침식, 눈 침식, 바람(풍력) 침식, 동물성 침식, 경작 침식과 같은 인위적 침식으로 구분한다. 토양 침식은 상대적으로 눈에 띄지 않게 계속되는 느린 과정일 수도 있고, 놀라운 속도로 발생하여 표토의 심각한 손실을 초래할 수도 있다. 농경지의 토양 손실은 작물 생산 잠재력 감소, 지표수 품질 저하 및 배수망 손상으로 나타날 수 있다. 토양 침식으로 인해 싱크홀이 발생할 수도 있다.
인간 활동은 전 세계적으로 침식이 발생하는 속도보다 10~50배 증가했다. 과도한(또는 가속화된) 침식은 "현장" 문제와 "현장 외부" 문제를 모두 유발한다. 현장 영향에는 영양이 풍부한 상부 토양층의 손실로 인해 농업 생산성 감소 및 (자연 경관에 대한) 생태학적 붕괴가 포함된다. 어떤 경우에는 최종 결과가 사막화이다. 외부 영향에는 수로의 퇴적, 수역의 부영양화는 물론 도로와 주택에 대한 퇴적물 관련 손상이 포함된다. 물과 바람에 의한 침식은 토지 황폐화의 두 가지 주요 원인이다. 이를 합치면 전 세계 토지 황폐화 면적의 약 84%가 원인이며, 과도한 침식은 전 세계적으로 가장 중요한 환경 문제 중 하나이다.
집약농업, 삼림 벌채, 도로, 산성비, 인위적 기후변화 및 도시 확장은 침식 자극에 미치는 영향과 관련하여 가장 중요한 인간 활동 중 하나이다. 그러나 취약한 토양의 침식을 줄이거나 제한할 수 있는 예방 및 복원 방법이 많이 있다.

## 같이 보기
- 악지
- 식량 안전 보장
- 지형학
- 하안지대
- 유사 (수리학)
- 토양층위
- 토양구
- 구형성